# Pleocoma oregonensis
Pleocoma oregonensis är en skalbaggsart som beskrevs av Leach 1933. Pleocoma oregonensis ingår i släktet Pleocoma och familjen Pleocomidae. Inga underarter finns listade i Catalogue of Life.